# زبان پنجابی

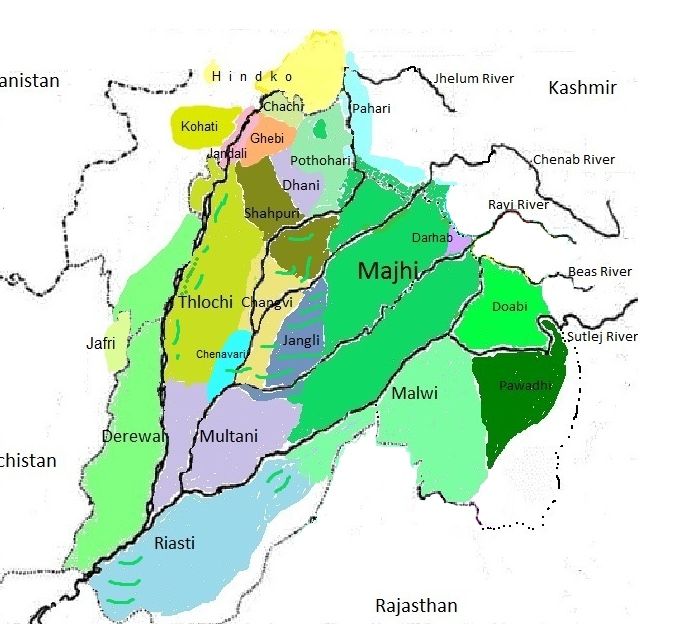

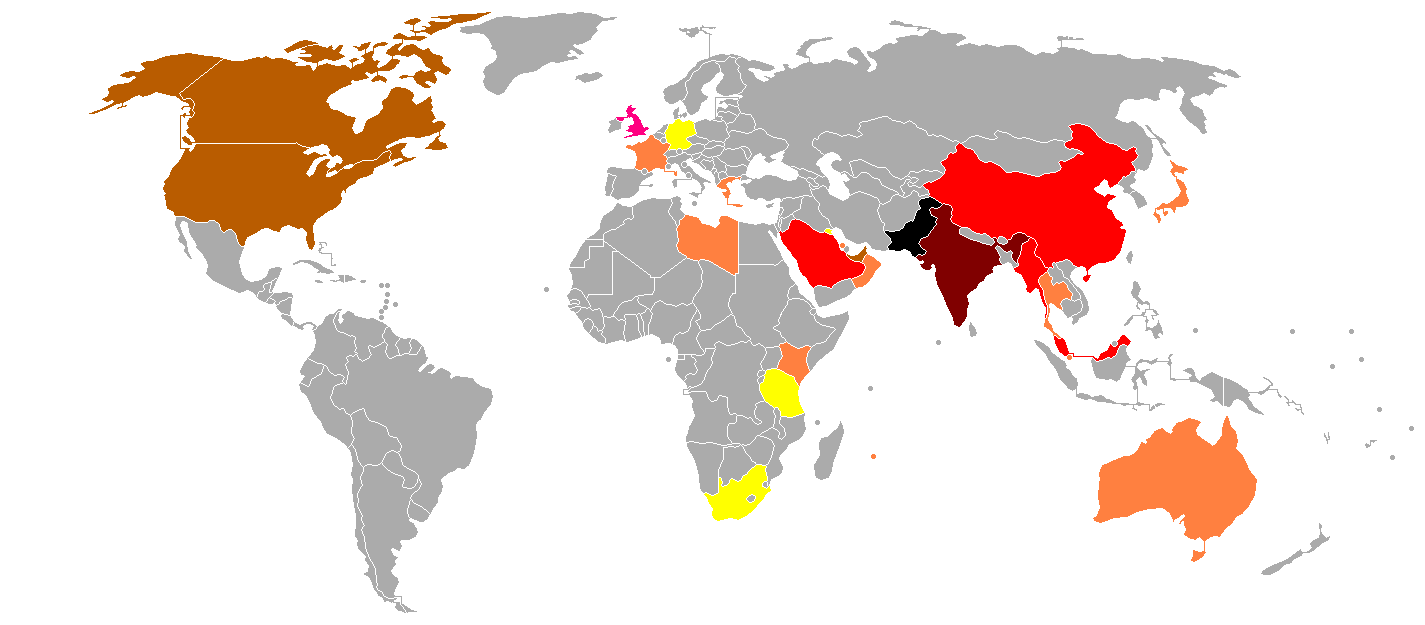
فهرست کشورها با ساکنان پنجابی‌زبان

زبان پنجابی (به الفبای گورمکهی:ਪੰਜਾਬੀ) یک زبان هندوآریایی است که مردم پنجابی در هند، پاکستان و بیشتر سیک‌های پراکنده در دنیا به آن سخن می‌گویند.
این زبان متعلق به زیرگروه هند و ایرانی از خانواده زبان‌های هند و اروپایی است که پیوند نزدیکی با زبان‌های پوتوری و رومنی دارد. پنجابی زبانی نواخت‌بر است که این ویژگی برای یک زبان هند و اروپایی غیرعادی است. ۶۰ درصد واژگان زبان پنجابی از زبان پارسی گرفته شده است. 

## ویژگی‌ها
پنجابی بسیار نزدیک به زبان هندی و در نتیجه به زبان اردو است و هر دو تاثیر فراوانی از زبان پارسی گرفته‌اند. زبان پنجابی با آنکه نوشتاری نیست اما مهمترین زبان پاکستان به‌شمار می‌رود. زبان نوشتاری در این کشور، اردو است. پنجابی را به دو زبان «پنجابی شرقی»، که به طور مختصر پنجابی نامیده می‌شود، و پنجابی غربی تقسیم می‌کنند.

## دبیره
در هند این زبان با الفبای ویژه‌ای مشتق از خط دوانگاری به نام گورمکهی (به معنی دهان گورو یا دهان مرشد) نوشته می‌شود. پنجابی زبان سیک‌ها نیز می‌باشد. در استان پنجاب پاکستان برای نگارش این زبان از خط شاه‌مکهی (به معنی از دهان شاهان) استفاده می‌شود که نسخه‌ای تغییر یافته از خط ایرانی نستعلیق است.

## لهجه‌ها و توزیع جغرافیایی
پنجابی که یکی از زبان‌های پرگویشور جهان به‌شمار می‌آید، زبان رسمی ایالت هندی پنجاب و از زبان‌های رایج چندیگر مرکز این ایالت است. پنجابی همچنین دومین زبان رسمی دهلی و هاریانا است. این زبان در نواحی مجاور از قبیل کشمیر (معروف به دوگری) و هیماچال پرادش نیز گویشور دارد. پنجابی به عنوان یک زبان اصلی در استان پنجاب پاکستان (و در بسیاری از جاهای پاکستان) صحبت می‌شود با این وجود، پنجابی در این استان، زبانی رسمی نیست و نخبگان زبان‌های اردو و انگلیسی را ترجیح می‌دهند.

## گویشوران
گویشوران زبان پنجابی بیشتر در کشورهای پاکستان (۸۰ میلیون نفر)، هند (۳۰ میلیون نفر)، بریتانیا، ایالات متحده، کانادا، برمه، فیلیپین و شهر دوبی زندگی می‌کنند.

## نگارخانه

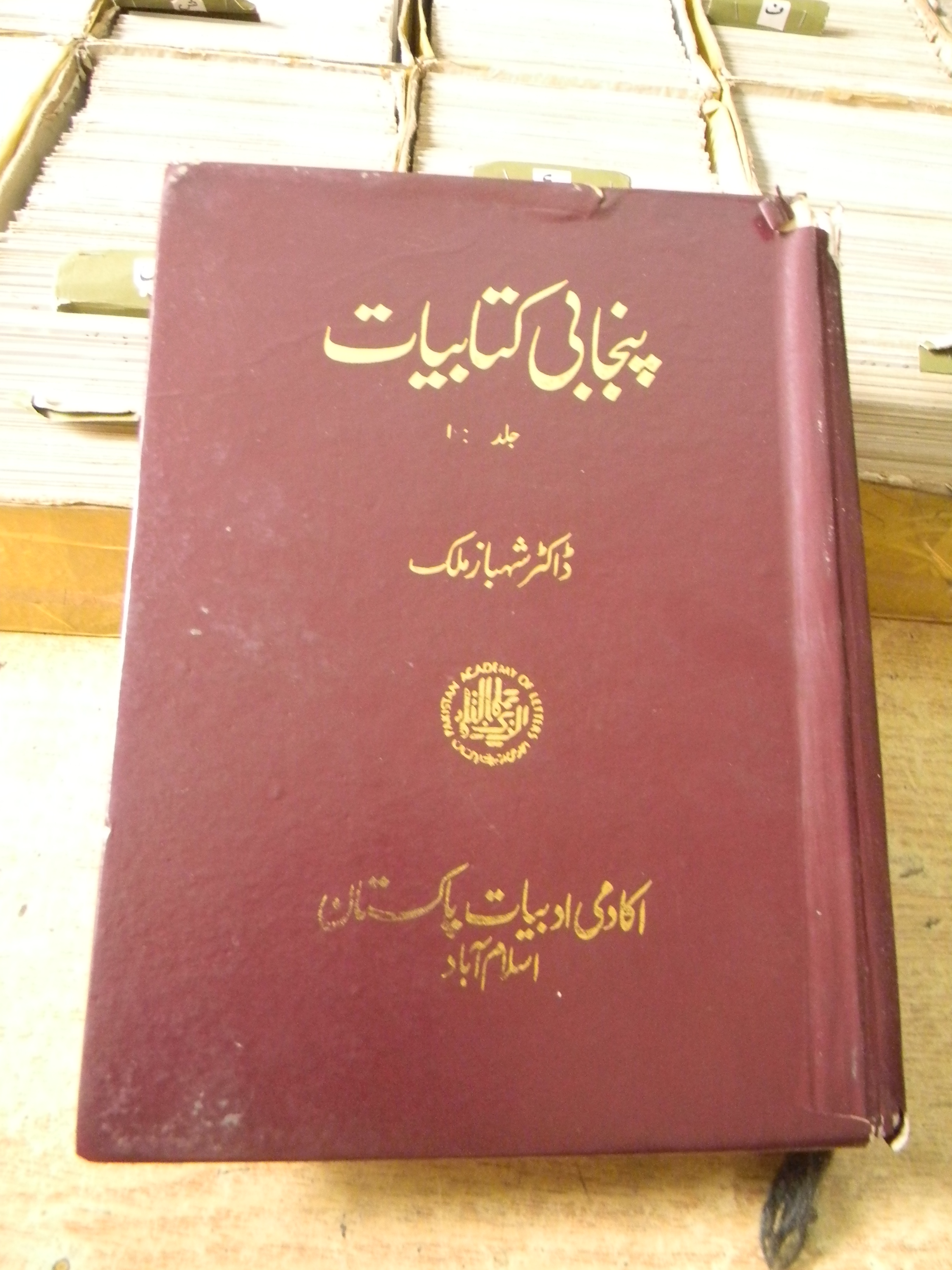
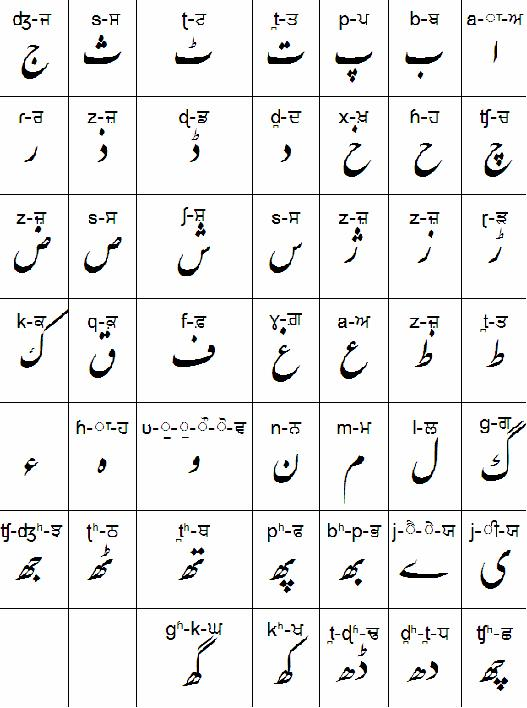
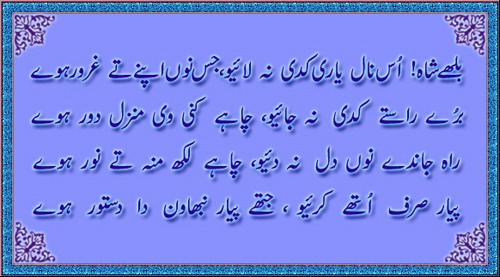
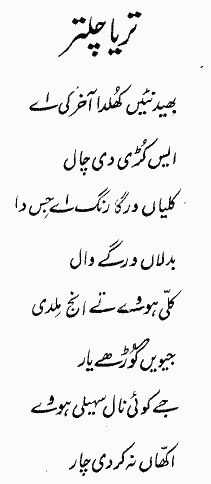
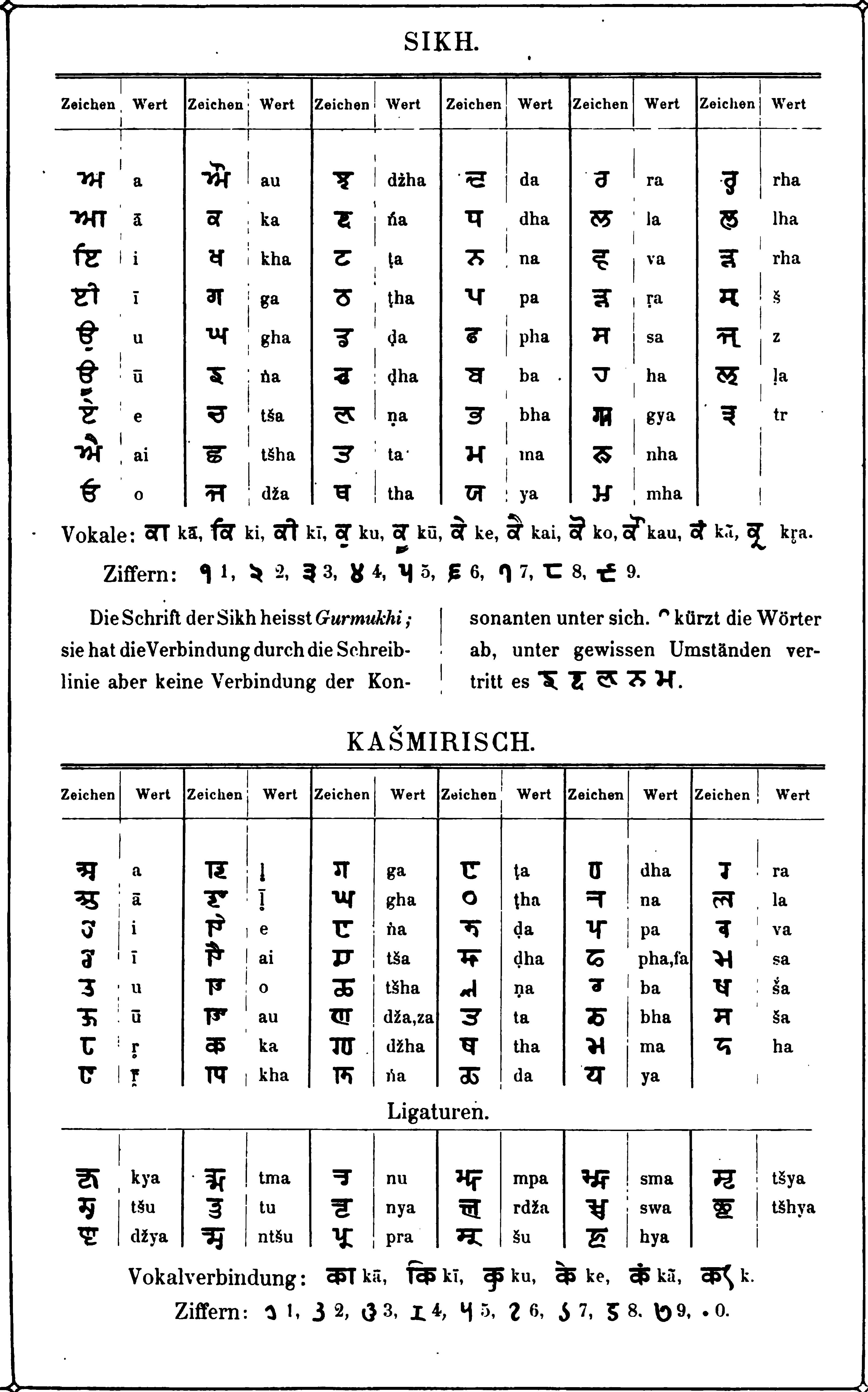

### در پاکستان
| سال  | جمعیت پاکستان | درصد از کل جمعیت | گویشوران پنجابی |
| ---- | ------------- | ---------------- | --------------- |
| ۱۹۵۱ | ۳۳٬۷۴۰٬۱۶۷    | ۵۷٫۰۸٪           | ۲۲٬۶۳۲٬۹۰۵      |
| ۱۹۶۱ | ۴۲٬۸۸۰٬۳۷۸    | ۵۶٫۳۹٪           | ۲۸٬۴۶۸٬۲۸۲      |
| ۱۹۷۲ | ۶۵٬۳۰۹٬۳۴۰    | ۵۶٫۱۱٪           | ۴۳٬۱۷۶٬۰۰۴      |
| ۱۹۸۱ | ۸۴٬۲۵۳٬۶۴۴    | ۴۸٫۱۷٪           | ۴۰٬۵۸۴٬۹۸۰      |
| ۱۹۹۸ | ۱۳۲٬۳۵۲٬۲۷۹   | ۴۴٫۱۵٪           | ۵۸٬۴۳۳٬۴۳۱      |

### در هندوستان و سایر نقاط جهان
| سال  | جمعیت هند     | گویشوران پنجابی هند | درصد جمعیتی |
| ---- | ------------- | ------------------- | ----------- |
| ۱۹۷۱ | ۵۴۸٬۱۵۹٬۶۵۲   | ۱۴٬۱۰۸٬۴۴۳          | ۲٫۵۷٪       |
| ۱۹۸۱ | ۶۶۵٬۲۸۷٬۸۴۹   | ۱۹٬۶۱۱٬۱۹۹          | ۲٫۹۵٪       |
| ۱۹۹۱ | ۸۳۸٬۵۸۳٬۹۸۸   | ۲۳٬۳۷۸٬۷۴۴          | ۲٫۷۹٪       |
| ۲۰۰۱ | ۱٬۰۲۸٬۶۱۰٬۳۲۸ | ۲۹٬۱۰۲٬۴۷۷          | ۲٫۸۳٪       |

| رده | کشور                | گویشور زبان‌اصلی |
| --- | ------------------- | --------------- |
| ۱   | پاکستان             | ۷۶٬۳۳۵٬۳۰۰      |
| ۲   | هند                 | ۲۹٬۱۰۹٬۶۷۲      |
| ۳   | بریتانیا            | ۵۰۰٬۰۰۰         |
| ۴   | کانادا              | ۳۰۰٬۰۰۰         |
| ۵   | امارات متحده عربی   | ۲۰۰٬۰۰۰         |
| ۶   | ایالات متحده آمریکا | ۲۰۰٬۰۰۰         |
| ۷   | عربستان سعودی       | ۱۰۰٬۰۰۰         |
| ۸   | هنگ کنگ             | ۱۰۰٬۰۰۰         |
| ۹   | ساراواک             | ۱۸۵٬۰۰۰         |
| ۱۰  | آفریقای جنوبی       | ۳۰٬۰۰۰          |
| ۱۱  | میانمار             | ۱۲۰٬۰۰۰         |
| ۱۲  | فرانسه              | ۹۰٬۰۰۰          |
| ۱۳  | یونان               | ۸۰٬۰۰۰          |
| ۱۴  | تایلند              | ۷۵٬۰۰۰          |
| ۱۵  | ژاپن                | ۷۵٬۰۰۰          |
| ۱۶  | موریس               | ۷۰٬۰۰۰          |
| ۱۷  | سنگاپور             | ۷۰٬۰۰۰          |
| ۱۸  | عمان                | ۶۸٬۰۰۰          |
| ۱۹  | لیبی                | ۶۵٬۰۰۰          |
| ۲۰  | بحرین               | ۶۰٬۰۰۰          |
| ۲۱  | کنیا                | ۵۵٬۰۰۰          |
| ۲۲  | استرالیا            | ۵۰٬۰۰۰          |
| ۲۳  | تانزانیا            | ۴۵٬۰۰۰          |
| ۲۴  | کویت                | ۴۰٬۰۰۰          |
| ۲۵  | آلمان               | ۳۵٬۰۰۰          |